# Lijst van voetbalinterlands Anguilla - Saint Lucia
Deze lijst van voetbalinterlands is een overzicht van alle officiële voetbalwedstrijden tussen de nationale teams van Anguilla en Saint Lucia. De landen speelden tot op heden twee keer tegen elkaar. De eerste ontmoeting, een groepswedstrijd tijdens de CONCACAF Nations League 2022/23, vond plaats in Gros Islet op 12 juni 2022. Het laatste duel, de returnwedstrijd in dezelfde competitie, vond plaats op 24 maart 2023 in The Valley.

## Wedstrijden
| № | Plaats     | Datum         | Competitie                      | Wedstrijd              | Uitslag |
| - | ---------- | ------------- | ------------------------------- | ---------------------- | ------- |
| 1 | Gros Islet | 12 juni 2022  | CONCACAF Nations League 2022/23 | Saint Lucia − Anguilla | 2 − 0   |
| 2 | The Valley | 24 maart 2023 | CONCACAF Nations League 2022/23 | Anguilla − Saint Lucia | 1 − 2   |

## Samenvatting
| Competitie              | Totaal gespeeld | Winst Anguilla | Gelijk | Winst Saint Lucia | Doelsaldo Anguilla – Saint Lucia |
| ----------------------- | --------------- | -------------- | ------ | ----------------- | -------------------------------- |
| CONCACAF Nations League | 2               | 0              | 0      | 2                 | 1 − 4                            |
| Totaal                  | 2               | 0              | 0      | 2                 | 1 − 4                            |

AFA · Anguillaans vrouwenelftal
1991 - 1999 · 
2000 – 2009 · 
2010 – 2019 ·
2020 − 2029
Amerikaanse Maagdeneilanden ·
Antigua en Barbuda ·
Bahama's · 
Barbados · 
Belize ·
Britse Maagdeneilanden · 
Dominica · 
Dominicaanse Republiek · 
El Salvador · 
Grenada · 
Guatemala ·
Guyana · 
Kaaimaneilanden · 
Montserrat ·
Nicaragua ·
Panama ·
Puerto Rico · 
Saint Kitts en Nevis · 
Saint Lucia ·
Saint Vincent en de Grenadines ·
Suriname ·
Trinidad en Tobago ·
Turks- en Caicoseilanden
SLFA · Saint Luciaans vrouwenelftal
Amerikaanse Maagdeneilanden ·
Anguilla ·
Antigua en Barbuda ·
Aruba ·
Barbados ·
Bermuda ·
Britse Maagdeneilanden ·
Canada ·
Cuba ·
Curaçao ·
Dominica ·
Dominicaanse Republiek ·
El Salvador ·
Grenada ·
Guatemala ·
Guyana ·
Haïti ·
Jamaica ·
Kaaimaneilanden ·
Montserrat ·
Nederlandse Antillen ·
Panama ·
Puerto Rico ·
Saint Kitts en Nevis ·
Saint Vincent en de Grenadines ·
San Marino ·
Suriname ·
Trinidad en Tobago ·
Turks- en Caicoseilanden